# Скотт, Тони (футболист)
Э́нтони Ско́тт (англ. Anthony Scott; 1 апреля 1941, Хантингдон, Кембриджшир — 17 сентября 2021, Англия) — английский футболист и футбольный тренер, играл на позиции флангового полузащитника.

## Биография

### Игровая карьера
В 1957 году Скотт присоединился к клубу «Вест Хэм Юнайтед», но в течение трёх сезонов играл за молодёжную команду. Дебютировал за «молотобойцев» в Первом дивизионе 6 февраля 1960 года в матче с «Челси», который «Вест Хэм» выиграл со счётом 4:2. 18 апреля 1960 года в матче с «Манчестер Юнайтед» Скотт забил первый гол в профессиональной карьере, но «молотобойцы» проиграли со счётом 5:3. Всего за пять сезонов составе «Вест Хэма» Скотт сыграл 97 матчей и забил 19 голов во всех турнирах.
В сентябре 1965 года перешёл в «Астон Виллу»; сумма трансфера составила 25 000 фунтов стерлингов. За бирмингемский клуб Скотт играл в течение двух сезонов. Затем в течение трёх сезонов играл за «Торки Юнайтед», сыграв за эту команду 96 матчей в разных турнирах. В 1970 году перешёл в «Борнмут», за который играл на протяжении двух сезонов, став в этой команде ключевым игроком.
Последним клубом в карьере Скотта стал «Эксетер Сити», в котором в 1974 году он завершил игровую карьеру.

### Тренерская карьера
Работал в системе футбольного клуба «Манчестер Сити» вместе с Джоном Бондом и в Кувейте.

### Смерть
Скончался 17 сентября 2021 года в возрасте 80 лет в Австралии, куда в 1989 году эмигрировал вместе с супругой Шейлой.